# Kerkrade
Kerkrade es un municipio de los Países Bajos. Se ubica muy cerca del límite con Alemania, y pertenece a la provincia de Limburgo. Su capital es el pueblo homónimo, y posee una población de 45,460 habitantes (Julio 2022).

## Música
La ciudad de Kerkrade es conocida internacionalmente por su festival musical. Cada cuatro años (el último fue en 2022) tiene lugar un concurso internacional de música, organizado por el Wereld Muziek Concours (WMC Kerkrade, Concurso Mundial de Música en español). Durante tres semanas bandas de música civiles, bandas militares y orquestas de diferentes países entran en competencia. Todos buscan ser los mejores en su categoría.
En el próximo festival, el WMC busca introducir una nueva división juvenil para el sector Brass Band durante el festival de 2026. Además, también se busca agregar una división juvenil para la sección de Banda de Música para el mismo año.

## Deportes
Kerkrade es conocido en todo Países Bajos por su equipo de fútbol local el Roda JC, que hasta mayo de 2014 disputaba en la Eredivisie. En la actualidad, milita en la segunda división neerlandesa, la Eerste Divisie. Juega de local en el Parkstad Limburg Stadion de aforo aproximado a los 20000 espectadores. Si bien es un club pequeño posee una rica historia para ser un club de bajo presupuesto y tener que competir con equipos poderosos como el Ajax o el Feyenoord, entre otros.
- Datos: Q9796
- Multimedia: Kerkrade / Q9796